# شمشون (شخصية)
شمشون  (بالإنجليزية:Plankton) شخصية خيالة كرتونية في مسلسل سبونج بوب سكوير بانتس ظهر لأول مره عام 1999 وهو عبارة عن مخلوق من نوع العوالق شرير لديه مخططات شريرة للسيطرة على قاع الهامور ولقد قام بأداء صوته في النسخة الإنجليزية الممثل الأمريكي السيد لورانس أما في النسخة العربية فقام بالدور الممثل المصري أحمد خيري.

## روابط خارجية
- شمشون على موقع ميوزك برينز (الإنجليزية)
- شمشون على موقع ميوزك برينز (الإنجليزية)
- شمشون على موقع ديسكوغز (الإنجليزية)

- شمشون (شخصية) في قاعدة بيانات الأفلام على الإنترنت